# Signochrysa bakeri
Signochrysa bakeri är en insektsart som först beskrevs av Nathan Banks 1924. 
Signochrysa bakeri ingår i släktet Signochrysa och familjen guldögonsländor. Inga underarter finns listade i Catalogue of Life.